# Photocryptus
Photocryptus is een geslacht van insecten uit de orde vliesvleugeligen (Hymenoptera) en de familie Ichneumonidae.

## Soorten
- P. apicalis (Schmiedeknecht, 1908)
- P. apicipennis (Brethes, 1927)
- P. ater Cushman, 1931
- P. concinnus (Brulle, 1846)
- P. fumatus (Hancock, 1926)
- P. nigrosignatus (Kriechbaumer, 1901)
- P. pachymenae (Cresson, 1874)
- P. photomorphus Viereck, 1913
- P. testaceoniger (Taschenberg, 1876)
- P. testaceus (Taschenberg, 1876)